# Konservatorium Wien
Konservatorium Wien (dobesedno Konservatorij Dunaj) ali uradno Musik un Kunst Privatuniversität Wien, pogovorno Dunajski konservatorij je konservatorij na Dunaju, ki ponuja šolanje iz glasbe, opere, operete, igralstva in baleta.
Sorodna, vendar različna ustanova je Univerza za glasbo in uprizoritvene umetnosti Dunaj (Universität für Musik und darstellende Kunst Wien)